# Konståret 1926

## Händelser
26 januari Thielska galleriet i Stockholm öppnar för allmänheten.

### Okänt datum
- Nio Unga debuterar
- Dalarnas konstförening bildas

## Verk

### Maj
- 29 maj - James Earle Frasers monument John Ericsson National Memorial vid The National Mall i Washington, D.C invigs

### Oktober
- 19 oktober - Carl Milles industrimonument utanför Kungliga Tekniska högskolan i Stockholm invigs.
- 21 oktober - Carl Milles Solsångaren avtäcks på Strömparterren i Stockholm.[1]

### November
- 7 november - Carl Milles staty Europa och tjuren avtäcks på Stora Torg i Halmstad.[2]

## Födda
- 18 januari - Roy Kiyooka, kanadensisk fotograf, konstnär och poet.
- 23 februari - Lizzie Olsson Arle (död 2006), svensk konstnär.
- 8 mars - Vagn Jakobsen (död 1996), svensk-dansk konstnär och tecknare
- 17 mars - Yngve Gamlin (död 1995), svensk regissör, skådespelare, humorist och konstnär.
- 30 mars - Gustav Kraitz, svensk keramiker och skulptör.
- 31 maj - Staffan Lindén (död 2000), svensk skämttecknare.
- 6 juni
  - Torsten Andersson (död 2009), svensk konstnär och professor.
  - Anders Österlin (död 2011), svensk konstnär.
- 15 juni
  - Arne Hårdén (död 2008), svensk konstruktör och formgivare.
  - Gun Kessle (död 2007), svensk fotograf, illustratör, konstnär och författare.
- 17 juli - Ulla Sundin-Wickman (död 2007), svensk bokillustratör.
- 30 juli
  - Eva Alexandrowa, svensk konstnär, målare och tecknare.
  - Rosa Taikon (död 2017), svensk silversmed och samhällsdebattör.
- 30 augusti - Gunnar von Gegerfelt (död 2012), svensk konstnär (målare och keramiker).
- 8 september - Maj Enderstein, svensk målare.
- 21 september - Eyvindur Mohr (död 2005), färöisk konstnär.
- 8 oktober - Lars Jansson (död 2000), finlandssvensk författare och konstnär.
- 25 oktober - Ismail Gulgee - pakistansk konstnär.
- 5 november - John Berger (död 2017), brittisk författare, målare och konstteoretiker.
- 21 november - Odd Børretzen (död 2012), norsk författare, illustratör, översättare och sångare.
- 29 november - Gunnar Friman (död 2008), svensk revyartist och konstnär.
- 15 december - Hans Tyderle, tysk tecknare och målare.

## Avlidna
- 15 januari - Eugeniusz Żak, vitrysk konstnär
- 10 juni - Antoni Gaudí, spansk arkitekt
- 14 juni - Mary Cassatt, amerikansk konstnär
- 24 juli - T. C. Steele, amerikansk konstnär
- 25 augusti - Thomas Moran, amerikansk konstnär inom Hudson River School
- 28 september - Helen Allingham, brittisk konstnär och illustratör.
- 14 november - Karl Nilsson (född 1844), svensk folkskollärare, författare, tecknare och målare.
- 5 december - Claude Monet, fransk konstnär

### Fotnoter
1. ↑  ”Svenska Dagbladets årsbok”. 19 juli 1926. https://runeberg.org/svda/1926/0109.html. Läst 6 juni 2011.
2. ↑  100 år med Aftonbladet – 1926, 1999